# Homalanthus stokesii
Homalanthus stokesii là một loài thực vật có hoa trong họ Đại kích. Loài này được F.Brown mô tả khoa học đầu tiên năm 1935.